# Répcesarud-Alsópulya

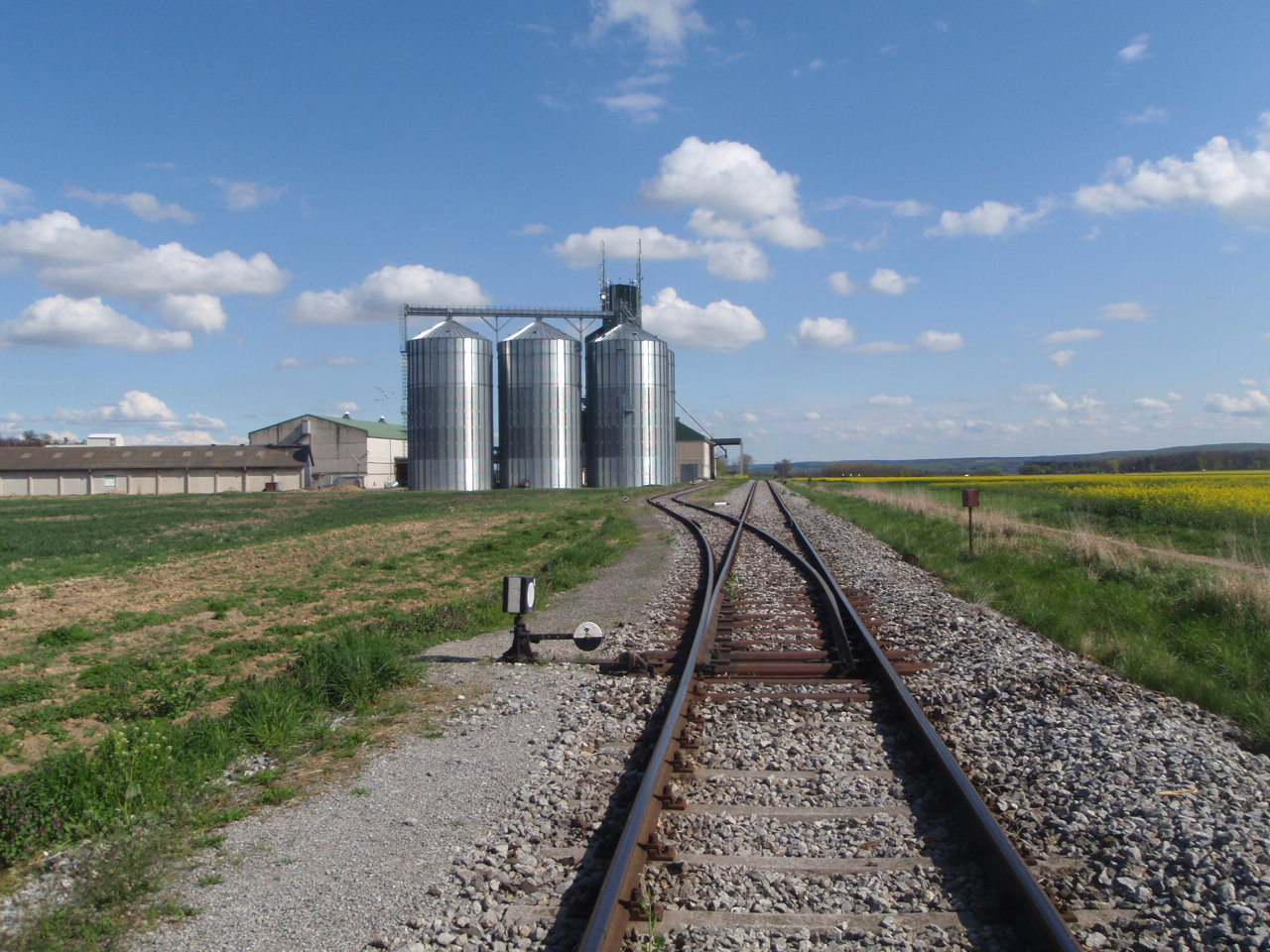
Alsópulya állomása Sopron–Kőszeg-vasútvonalon

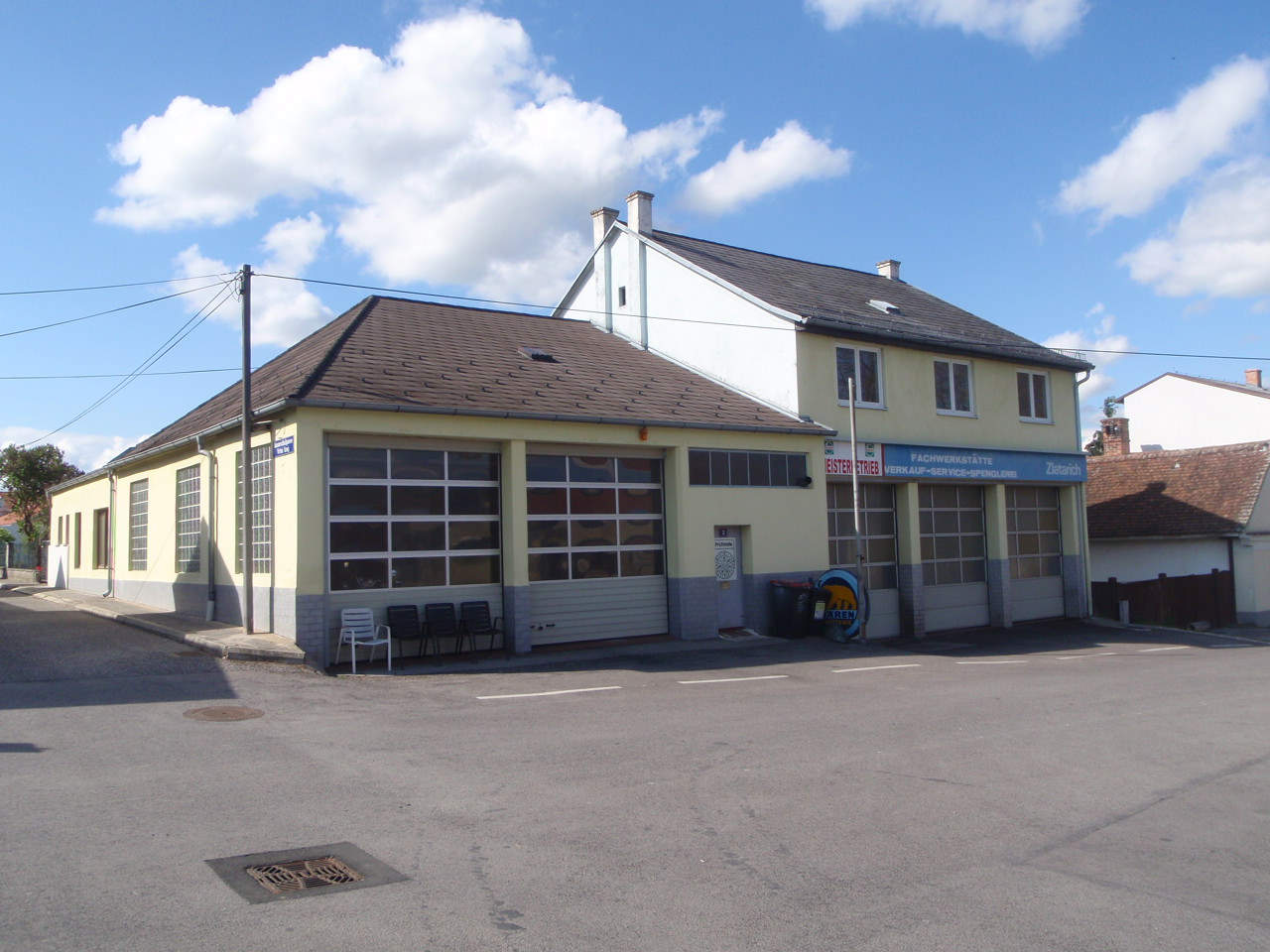
A Blaguss első garázsa és műhelye Alsópulyán még ma is áll

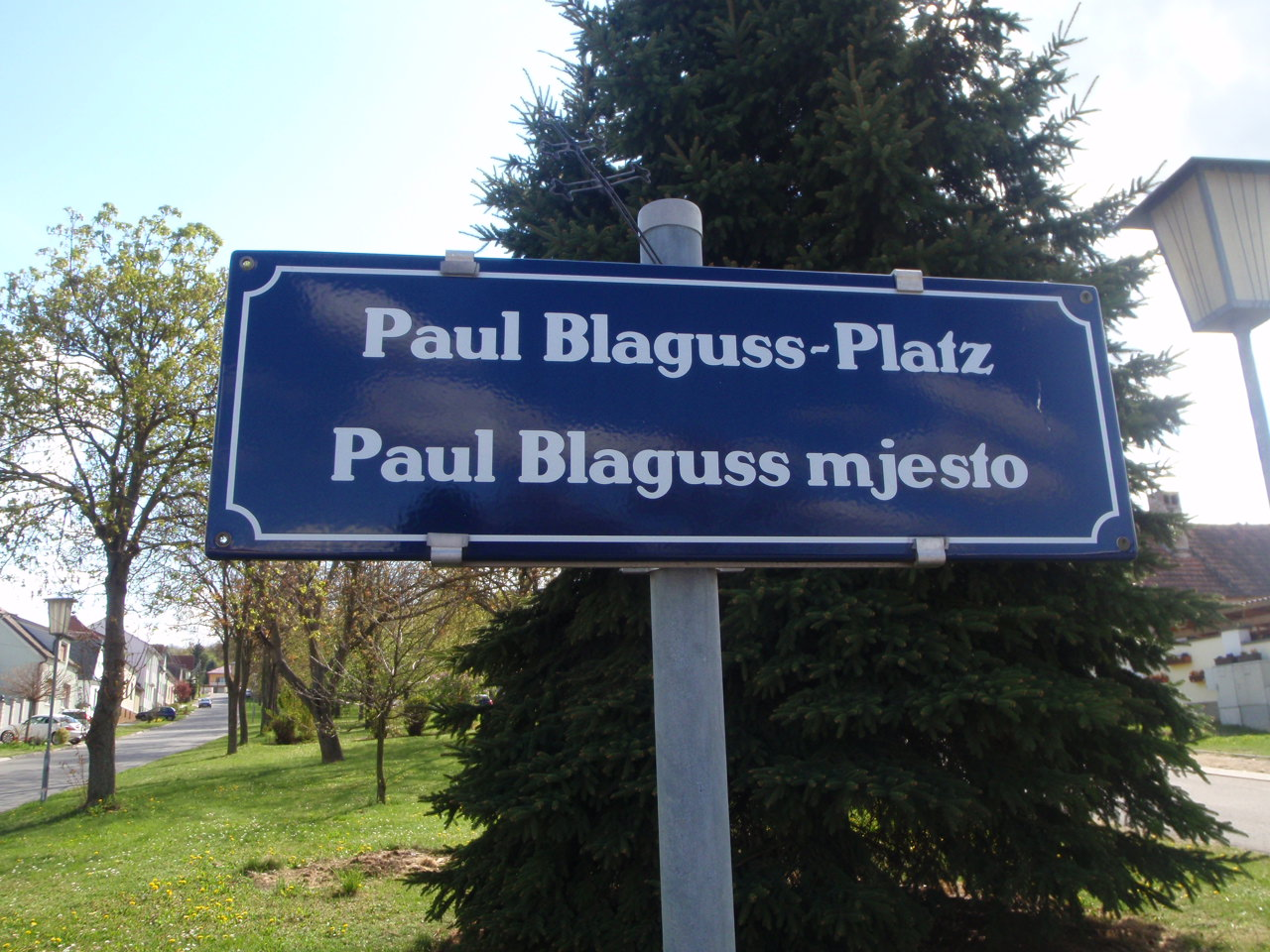
Paul Blaguss tér Alsópulyán

Répcesarud-Alsópulya (németül: Frankenau-Unterpullendorf, horvátul: Frakanava-Donja Pulja, gradistyeiül: Frakanava-Dolnja Pulja) község Ausztriában, Burgenland tartományban a Felsőpulyai járásban. Répcesarud, Alsópulya, Pervány és Sopronudvard közös közigazgatási egysége.

## Fekvése
Kőszegtől 14 km-re északra, Felsőpulyától 4 km-re délkeletre, Locsmándtól 8 km-re délnyugatra fekszik. Kerékpárút köti össze Felsőpulyával. Alsópulya egykori vasútállomása a Sopron–Kőszeg-vasútvonalon létesült, ma terménytároló.
Érdekesség, hogy Répcesarudot érintette volna az 1847-ben tervezett Sopron-Kőszeg-Szombathely-Rum-Zalaszentgrót-Nagykanizsa vasútvonal.
A kataszteri közösségek Répcesarud, Sopronudvard, Pervány és Alsópulya.

## Története
A régészeti leletek tanúsága szerint területén már 7000 évvel ezelőtt is éltek emberek. Határában a Pingenfeld nevű dűlőben az i. e. 4600 és 4400 közötti időben készült 34 darab különböző Vénusz-szobor darabjait tárták fel. Egyes feltételezések szerint a mai Alsó- és Felsőpulya között „Bulla”, vagy „Pulla” nevű római település állt. Erre engednek következtetni a megtalált római pénzérmék, cserép és téglamaradványok. Már a római korban kiterjedt szőlőművelés folyt ezen a vidéken. A római borostyánút a mai község részét képező Sopronudvard területén vezetett át a Csáva-patakon, ahol egy feltárt szakasza is megtekinthető.
Répcesarud első írásos említése II. Géza király 1156-ban kelt oklevelében történt „Sarud” alakban. 1262-ben „Villa Francaun”, 1286-ban „Franchnawe” (Franch ispáné), 1339-ben „Sarus al. nom Franco”, 1340-ben „Poss. Franklow”, 1342-ben „Franklo”, 1357-ben „Franklow”, 1475-ben „Franko” alakban szerepel a korabeli iratokban. A falu évszázadokig valószínűleg az 1216 és 1262 között itt birtokos Frankó nevű nemes nevét viselte. 1899-ig magyar neve is Frankó volt, de ekkor visszakapta ősi magyar nevét. A Gős család birtoka volt. 1400-ban már állt a Mindenszentek tiszteletére szentelt temploma. A 16. században horvátokkal telepítették be és horvát többségét a mai napig megőrizte.
Vályi András szerint „FRANKÓ. Frankenau, Frekénau. Farank. Elegyes falu Sopron Vármegyében, földes Ura Hertzeg Eszterházy Uraság, lakosai katolikusok, fekszik Reptze vize mellett Kőszegtöl egy, és 1/4. mértföldnyire. Határja középszerű, vagyonnyai is illy formák lévén, második Osztálybéli.” 
Fényes Elek szerint „Frankó, (Frankenau), horvát f., Sopron vmegyében, Kőszeghez északra 1 1/4 mfld: 818 kath. lak. s paroch. templommal. Van 984 h. szántóföldje, 109 h. rétje, 54 2/4 kertje, 642 hold cser, tölgy, fenyő, nyir erdeje. Földjének egy része 3-ik osztálybeli, a többi vizes és mocsáros, az erdőbeli legelő szinte mocsáros. Birja h. Eszterházy.”
1907-ben Alsópulyán született Paul Blaguss, aki 1926-ban zöldség kiskereskedelmi vállalkozást alapított, majd egyre inkább a teherszállításra, később a személyszállításra is áttért. 1950-ben jogot kapott a Locsmánd-Bécs autóbuszvonal üzemeltetésére. 1953-ban indultak az első turistabuszok Magyarországra. Mára nemzetközi utazásszervező és busztársasággá vált. Emlékét a Paul Blaguss tér és a még álló első garázs és műhely őrzi.
1908. november 5-én elkészült a Sopron–Kőszeg-vasútvonal, amelynek 1968. április 28-áig személyforgalmú állomása volt a faluban.
1910-ben 843, túlnyomórészt horvát lakosa volt. 1921-ben a trianoni és a saint germaini békeszerződések értelmében Ausztria része lett.
A két szomszédos Pulya („Pule maioris et minoris”) 1225-ben szerepelt először írásos emlékben, II. András királynak a borsmonostori apátság részére írt adománylevelében. 1323-ban „Pula”, 1390-ben „Pulya”, 1410-ben „Pula”, 1417-ben „Kyspulya”, 1425-ben „Pulndorf”, 1445-ben „Pwla”, 1458-ban „Alsopula”, 1492-ben „Pwlya”, 1519-ben „Alsopwlya” alakban szerepel a korabeli forrásokban. A középkorban köznemesi község volt. 1519-ben vámjával együtt Léka várának tartozéka. Szent Bertalan temploma 1500-ban már állt. A 16. században horvátokkal telepítették be és horvát többségét a mai napig megőrizte.
Vályi András szerint „PULYA. Alsó, Kis, és Felső Pulya, Pullendorf. Három elegyes lakosú faluk Sopron Vármegyében. Alsónak, és Kis Pulyának földes Ura Hg. Eszterházy Uraság; Fel. Pulyának pedig külömbféle Urak, lakosaik katolikusok, fekszenek Sopronhoz két jó mértföldnyire; Alsó Pulya tovább; határbéli földgyeik középszerűek; Felső Pulyán híres baratzkok teremnek, ’s Bátsmegyei Úr’ kastéllya ékesíti; Felső Pulyán is nevezetes baratzk terem; Alsó Pulyának vámja is vagyon.” 
Fényes Elek szerint „Alsó-Pulya, németül Unter-Pullendorf, horvát falu, Sopron vmegyében, Sopronhoz délre 3 1/2 mfd. 560 kath. lak., s paroch. egyházzal. Dombos határa középszerű, s van 15 egész és 3/8 urbéri telek után 205 urb., 303 5/8 h. irtás szántóföldje, 229 hold urasági szántóföldje, 113 hold rétje, 159 hold szőlőhegye, 460 hold tölgyes, fenyves, nyires erdeje. Birja h. Eszterházy.”
1971-ben 4 falu - Répcesarud, Alsópulya, Pervány és Sopronudvard - egyesítéséből hozták létre a mai is működő közös önkormányzatot.
2001-ben 1248 lakosából 16 volt magyar, 193 német, 2 szlovák, 1004 fő horvát.

## Nevezetességei
- Répcesarud Mindenszentek tiszteletére szentelt római katolikus temploma középkori eredetű, mai formájában 1887-ben épült.
- Alsópulya Szent Bertalan apostol tiszteletére szentelt római katolikus temploma mai formájában 1905-ben épült.
- Alsópulyán található Burgenland tartomány földrajzi középpontja, melyet bazaltkővel jelöltek meg.
- A borostyánút maradványai Sopronudvardon.
- Répcesarud meteorológiai állomása.
- A községben nagy hagyományai vannak a szőlészetnek, borászatnak. Legjellegzetesebb fajtái a Kékfrankos, a Sauvignon, a Zweigelt, a Pinot Noir, a Cabernet és a Merlot.
- A községben ma két horvát tamburazenekar is működik.

## Híres emberek
- Répcesarudon született 1886. április 29-én Blazovich Jákó Fülöp bencés tanár, rendházfőnök, lapszerkesztő, IV. Károly király gyermekeinek nevelője.
- Alsópulyán született 1744 körül Horváth András horvát iskolamester, akinek 1780-ból maradt fenn szlovén nyelvű kézzel írt kántorkönyve.